# Calle de Santa Clara

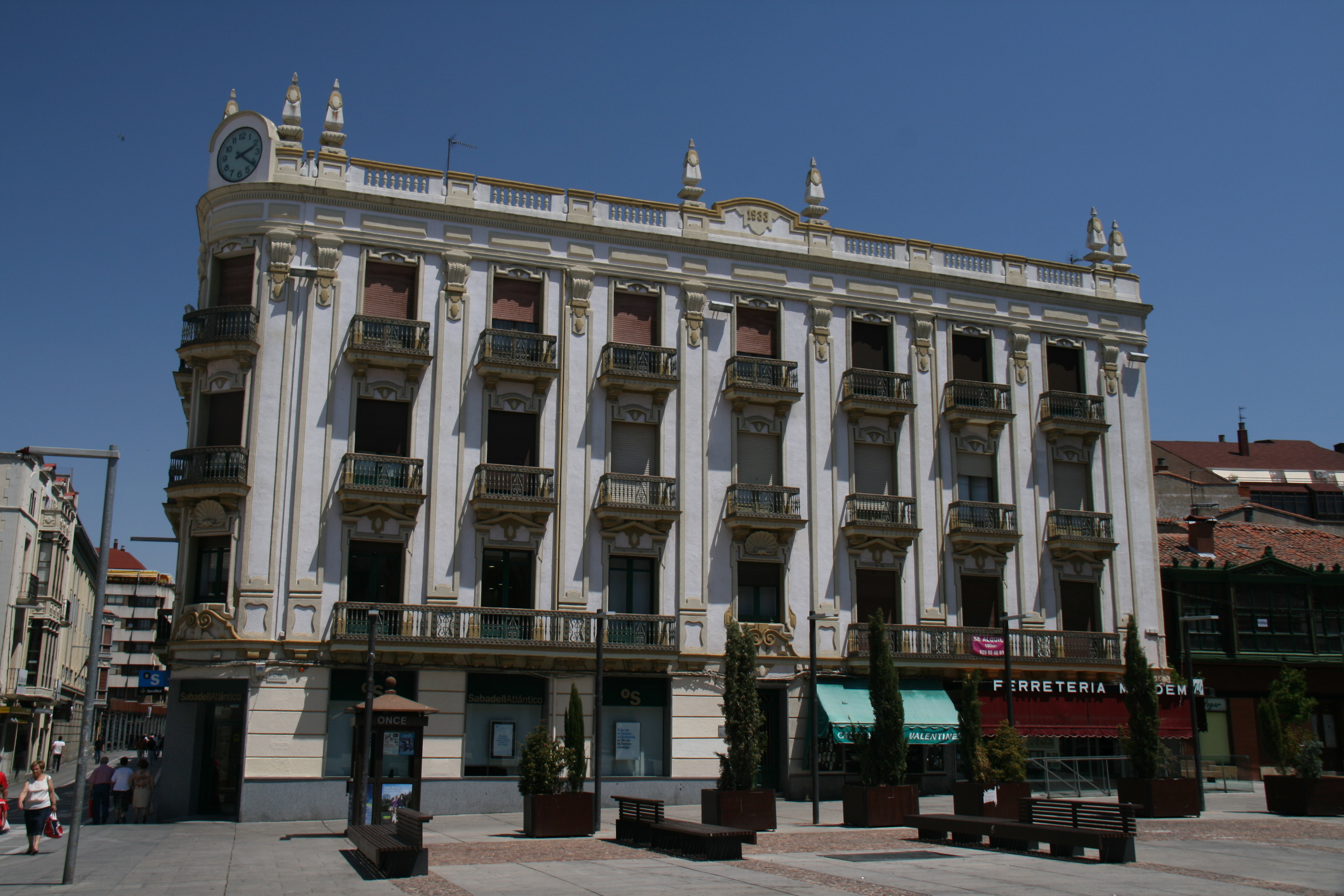
El "Edificio del Banco Herrero" en la calle de Santa Clara.

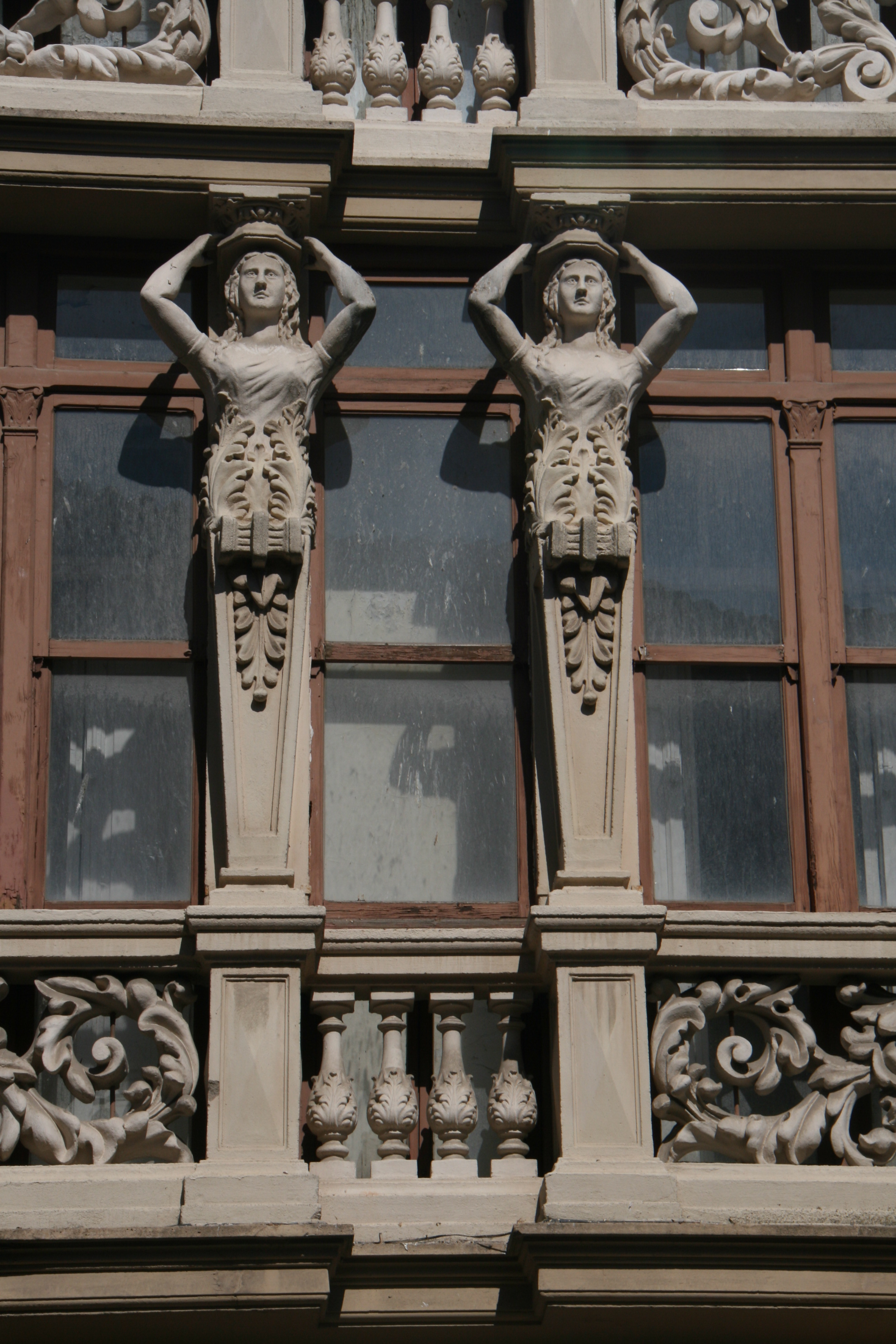
Edificio de las cariátides.

La calle de Santa Clara es una calle céntrica de Zamora (España). Es una de las calles principales de la ciudad que va desde el parque de la Marina Española hasta la plaza Mayor, concurrencia habitual de peatones: eje social de la ciudad. Es peatonal en todo su recorrido. Posee en su transcurso varias plazas: Plaza de Fernández Duro, Plaza de Santiago, Zorrilla, Constitución y Sagasta. Recibe nombre del derribado Convento de Santa Clara trasladado a la calle desde el Barrio de Olivares en el siglo XVI. La ciudad tuvo su eje de ensanche a lo largo de la directriz de la calle. La calle refleja muchas de las obras de la arquitectura modernista de la ciudad (debido en parte a la residencia de Francesc Ferriol Carreras en la ciudad a comienzos de siglo XX, creando escuela entre los arquitectos zamoranos). 

## Historia
La calle se encontraba fuera del primer recinto en el siglo X. Cabe la posibilidad que fuese un camino vecinal que uniese algún barrio del arrabal con la parte antigua de la ciudad. La repoblación que hizo Fernando I de León en la ciudad atrajo gran cantidad de personas desde diversas partes del reino. Se acomodaron personas en una especie de burgos. En el siglo XVI se expulsa a las monjas del convento desde el barrio de Olivares y fundan el Convento Santa Clara instalándose en la cercanía de la que será la Puerta de Santa Clara, origen del nombre de la calle. La Puerta se encontraba al final de la calle, en el tercer recinto amurallado, en la intersección con la calle Alfonso IX. La calle figura entre las principales de Zamora en el siglo XVIII.
A la altura de la actual Plaza de la Constitución debería haber en el siglo XII unas eras, debido a que diversos documentos que datan del 1176 mencionan que a la iglesia del Burgo que se encuentra cercano a unas eras: illa eclesia de San Jacobi de las eiras. A medida que la calle Balborraz perdía su protagonismo como centro comercial de la ciudad a finales del siglo XIX, la calle Santa Clara lograba convertirse en un núcleo de comercio burgués en forma de tiendas diversas.

## Características
Al salir de la plaza Mayor, dejando a la derecha la calle Balborraz, se llega a la Plaza de Sagasta (denominada durante el franquismo como Plaza de Sanjurjo). En dicha plaza, o bifucación con la calle de San Torcuato, se encuentra el edificio de las cariátides (posiblemente obra de Pérez Arribas) en el lado norte de la Plaza. En 1883 acordó el Ayuntamiento de la ciudad de Zamora demoler un torreón que se alza a la entrada principal de la misma por la calle de Santa Clara, con el pretexto de dar mayor espacio al creciente tráfico rodado.
En la Plaza de Zorrilla se encuentran el Palacio de los Momos y el Casino de Zamora (Círculo de Zamora), obra de Miguel Mathet Coloma. En su centro se encuentra desde 1947 una escultura de una "madre y su niño" del escultor zamorano Baltasar Lobo Casuero.  En la Plaza de la Constitución se encuentra se encuentra un mural en bajo relieve de la fachada de un edificio (obra de Tomás Crespo Rivera de 1932. En dicha Plaza se encuentra la Subdelegación de Gobierno a un extremo y la Iglesia de Santiago del Burgo a otro. En la esquina de la calle Cortinas de San Miguel con la propia calle Santa Clara se encontraba la sede de El Heraldo de Zamora.